# 박재윤
박재윤(朴在潤(Park, Jae-yoon), 1941년 7월 25일~)은 대한민국의 관료이자 대학 교수 겸 교육인으로, 본관은 고령이다. 재무부 장관, 통상산업부 장관, 부산대학교 총장, 아주대학교 총장 등을 지냈다.

## 학력
- 부산고등학교 졸업
- 서울대학교 경제학과 경제학 학사
- 서울대학교 경제학과 대학원 경제학 석사
- 미국 인디애나 대학교 대학원 경제학 박사

## 경력
- 2004년 : 아주대학교 총장
- 2004년 : 경기도 지역혁신협의회 의장
- 1999년 : 부산대학교 총장
- 1998년 : 순천향대학교 경제학부 교수
- 1997년 : 금융통화 운영위원회 위원
- 1994년 : 재정경제부 장관
- 1994년 : 통상산업부 장관
- 1993년 : 대통령 경제수석비서관
- 1991년 : 한국금융연구원장
- 1989년 : 한국금융학회장
- 1971년 : 서울대학교 경제학부 교수

| 전임 이진설 | 제1대 대통령비서실 경제수석 1993년 2월 25일~1994년 10월 5일 | 후임 한이헌 |

| 전임 홍재형 | 제38대 재무부 장관 1994년 10월 5일 ~ 1994년 12월 23일 | 후임 홍재형 (부총리 겸 재정경제원 장관) |

| 전임 김철수 (상공자원부 장관) | 제2대 통상산업부 장관 1994년 12월 24일 ~ 1996년 12월 19일 | 후임 안광구 |